# 第2届中国电视剧飞天奖
第二届全国优秀电视剧评选（第2届电视剧飞天奖），由《文汇报》、中央电视台、上海电视台联合主办，评选范围为1981年4月1日到1982年2月28日在中央电视台面向全国播出的150集电视剧，获奖结果于1982年4月揭晓，共10部电视剧获奖。

## 获奖名单

### 一等奖
- 《新岸》（丹东电视台、中央电视台）

### 二等奖
- 《大地的深情》（中央电视台）
- 《卖大饼的姑娘》（上海电影制片厂演员剧团）

### 三等奖
- 《你是共产党员吗》（上海电视台）
- 《洁白的手帕》（湖北电视台）
- 《能媳妇》（中国广播艺术团电视剧团、齐齐哈尔电视台）
- 《一千零一票》（江苏电视台）
- 《开市大吉》（徐州广播事业局、上海电视台）
- 《水乡一家人》（广东电视台）
- 《爸爸妈妈和孩子》（广西电视台）